# Freitalita
La freitalita és un mineral de la classe dels minerals orgànics. Rep el nom de la localitat de Freital, a Alemanya, la seva localitat tipus.

## Característiques
La freitalita és un antracè cristal·lí natural de fórmula química C14H10. Es tracta d'una espècie aprovada per l'Associació Mineralògica Internacional, i publicada per primera vegada el 2021. Cristal·litza en el sistema monoclínic. La seva duresa a l'escala de Mohs és 1. És una espècie semblant a la kratochvilita.
L'exemplar que va servir per a determinar l'espècie, el que es coneix com a material tipus, es troba conservat a les col·leccions mineralògiques de la Technische Universität Bergakademie Freiberg a Alemanya, amb els números d'espècimen: misa72396 i misa84590.

## Formació i jaciments
Va ser descoberta a Alemanya, concretament a la mina Carola, situada a la localitat de Freital, dins del districte de Sächsische Schweiz-Osterzgebirge (Saxònia), on es troba El mineral formant fulles fines o flocs de forma irregular de fins a uns pocs mil·límetres de mida, mostrant un color violeta intens o violeta-blanquinós a blanc. Aquesta mina alemanya és l'únic indret de tot el planeta on ha estat descrita aquesta espècie mineral.